# James McCartney
James Louis McCartney (Londres, 12 de setembro de 1977) é um músico britânico. Ele é o único filho homem do compositor e ex-Beatle Paul McCartney e Linda McCartney e contribuiu para vários álbuns solo de seus pais, incluindo Flaming Pie (1997) e Driving Rain (2001) de Paul, e Wide Prairie (1998) de Linda.
Seu primeiro EP, Available Light, foi lançado em 2010 com críticas positivas. Um segundo EP, Close at Hand, foi lançado pouco tempo depois. O álbum solo The Complete EP Collection foi lançado em 22 de novembro de 2011.

## Começo
James Louis McCartney nasceu em Londres em 12 de setembro de 1977. Ele é o único filho do ex-Beatle Paul McCartney com sua primeira esposa, Linda McCartney. Ele foi batizado com o nome de seu avô paterno, Jim McCartney, e de seu pai, cujo nome completo é James Paul McCartney, bem como com o da mãe falecida de Linda, Louise Linder Eastman.
Ele passou seus primeiros dois anos e meio de vida na estrada enquanto seus pais faziam turnê com sua banda, Wings. Depois de a banda se separar em 1980, a família McCartney fixou-se em Rye, East Sussex. Frequentava a escola pública local, a Thomas Peacocke Community College. Declarou que sua primeira inspiração para aprender a tocar guitarra foi Michael J. Fox em De Volta Para o Futuro. Começou a tocar quando seu pai lhe deu uma Fender Stratocaster aos nove anos. A guitarra havia pertencido a Carl Perkins.
Em 1989, McCartney, com suas irmãs mais velhas Mary e Stella McCartney, novamente juntaram-se a Paul e Linda em uma turnê mundial. Ele continuou a estudar com um tutor enquanto estava na estrada. Em 1993, aos 16 anos, enquanto surfava com amigos, foi arrastado pela correnteza. A guarda costeira foi chamada e sua família foram imediatamente para o local, mas ele emergiu são e salvo por conta própria quarenta minutos depois. Em 1995, James apresentou sua irmã Mary ao produtor de televisão Alistair Donald, com quem ela casaria mais tarde.
Em 17 de abril de 1998, em Tucson, Arizona, James, juntamente com seu pai e suas irmãs, estavam ao lado de sua mãe quando ela morreu de câncer de mama, diagnosticado em 1995. Mais tarde naquele ano, McCartney se formou no Bexhill College, próximo de sua casa em East Sussex, onde ele prosseguiu com os estudos em nível avançado de arte e escultura.

## Carreira musical
James tocou guitarra e bateria em alguns dos álbuns solo de seu pai, incluindo Flaming Pie (1997) e Driving Rain (2001), bem como co-escrevendo algumas canções. Em Flaming Pie, ele tem um solo de guitarra elétrica na faixa "Heaven on a Sunday". Em Driving Rain, ele co-escreveu as canções "Spinning on an Axis" e "Back in the Sunshine Again" com seu pai, ele tocou percussão na primeira faixa citada e guitarra na segunda.
Ele também toca a guitarra principal no álbum solo póstumo de sua mãe, Wide Prairie (1998), que inclui faixas gravadas particularmente de vinte anos antes.
Em 2004, ele de novo deixa a casa da família McCartney e começa a viver em um apartamento em Brighton, onde ele trabalhou de garçom enquanto estudava e trabalhava em sua música. Em 2005, ele acompanhou Paul durante sua turnê pelos Estados Unidos.
Por volta do ano de 2008, ele começou a trabalhar com David Kahne, seu pai e vários outros músicos gravando suas próprias músicas. Ele fez sua primeira apresentação nos EUA com seu próprio material solo em 14 de novembro de 2009 no Fairfield Arts & Convention Center, durante a quarta edição anual da David Lynch Weekend for World Peace and Meditation em Farfield, Iowa. Ele se apresentou sob o pseudônimo Light.
Em 2012, ele tocou em uma cerimônia na embaixada americana em Londres para as eleições presidenciais estadunidenses.

### EPs solo
Available Light foi o primeiro lançamento oficial de McCartney tanto como músico quanto como compositor. O EP inclui quatro canções originais de James bem como um cover do clássico de Neil Young "Old Man". Além de compor as canções e cantar, ele toca guitarras elétrica e acústica, bandolim, piano e baixo nas gravações. Produzido por David Kahne e Paul McCartney, o EP foi gravado entre Sussex, Nova Iorque e Londres em 2009, incluindo o Abbey Road Studios.
Ele disse: "A música foi inspirada pelos Beatles, Nirvana, The Cure, PJ Harvey, Radiohead - e por toda boa música. É basicamente rock n' roll, som e vocal limpos. As palavras no álbum referem à espiritualidade, amor, família, tentativa de resolver a vida, entre outras coisas."
Ele apresentou algumas faixas do álbum em sua turnê pelo Reino Unido - a primeira - em fevereiro e março de 2010, sendo que ele apresentou-se pela primeira sob um pseudônimo. O álbum foi lançado eletronicamente em setembro de 2010 na Engine Company Records de Blake Morgan (agora ECR Music Group), com críticas positivas.
Close at Hand, seu segundo EP, foi lançado em 2011.

### The Complete EP Collection
The Complete EP Collection de McCartney foi lançado em 22 de novembro de 2011. O álbum combina os dois EPs anteriores junto a cinco novas faixas originais e dois newcovers. É seu primeiro lançamento físico, sendo os outros dois anteriores digitais. Como os EPs, foi produzido por Paul McCartney e David Kahne, e lançado pela ECR Music Group. A Rolling Stone chamou a primeira faixa "Angel" de "uma faixa pop leve e animada".
AntiMusic nomeou o lançamento de "extravagante e refletivo, inteligente e afetuoso. Cheio de composições pop inteligentes e cativantes".
Em uma entrevista exclusiva à Rolling Stone sobre a faixa "New York Times", James afirma que ele compôs o refrão em uma viagem de família quando seu pai "...estava a umas polegadas de mim".

## Os "Novos Beatles"
Em abril de 2012, McCartney contou a BBC que ele tem debatido a ideia de formar uma versão "nova geração" dos Beatles com outros filhos dos membros da banda original.
Ele disse que "topava", e que o filho mais novo de John Lennon, Sean, e o filho de George Harrison, Dhani, também expressaram seu interesse. O filho mais velho de Ringo Starr, Zak, que já tocou na Oasis e na The Who, estava menos interessado, mas McCartney sugeriu o irmão de Zak, Jason, poderia topar.
Ele disse: "Não acho que seja algo que Zak queira fazer. Talvez Jason queira fazê-lo. Eu topo. Sean pareceu topar. Dhani pareceu topar."
A partir de novembro de 2012, nada mais foi dito sobre a proposta.

## Vida pessoal
Como sua meia-irmã mais velha, Heather McCartney, James vive uma vida relativamente privada, ao contrário de suas irmãs Stella, uma designer de moda, e Mary, uma fotógrafa. James tem uma meia-irmã mais nova, Beatrice Milly McCartney, nascida em 2003, fruto do laço entre Paul e sua segunda esposa, Heather Mills. James tem seis sobrinhos e duas sobrinhas.
Ele é vegano em honra à sua mãe, uma ativista do direito dos animais.

## Discografia

### Colaborações
- 1997: Flaming Pie de Paul McCartney
- 1998: Wide Prairie de Linda McCartney
- 2001: Driving Rain de Paul McCartney

### Álbuns solo
- 2010: EP Available Light
- 2011: EP Close At Hand
- 2011: The Complete EP Collection